# Hypochilus kastoni
Espèce
Hypochilus kastoni est une espèce d'araignées aranéomorphes de la famille des Hypochilidae.

## Distribution
Cette espèce est endémique de Californie aux États-Unis,. Elle se rencontre sur le mont Shasta dans le comté de Siskiyou et dans les monts Klamath dans le comté de Humboldt.

## Description
Le mâle holotype mesure 7,45 mm et la femelle paratype 7,92 mm.

## Étymologie
Cette espèce est nommée en l'honneur de Benjamin Julian Kaston.

## Publication originale
- Forster, Platnick & Gray, 1987 : A review of the spider superfamilies Hypochiloidea and Austrochiloidea (Araneae, Araneomorphae). Bulletin of the American Museum of Natural History, no 185, part 1, p. 1-116 (texte intégral).